# San Lorenzo Isontino
San Lorenzo Isontino es una localidad y comune italiana de la provincia de Gorizia, región de Friuli-Venecia Julia, con 1.573 habitantes.

## Evolución demográfica
| Gráfica de evolución demográfica de San Lorenzo Isontino entre 1861 y 2001 |
|                                                                            |
| Fuente ISTAT - elaboración gráfica de Wikipedia                            |